# Степанаван
Степанава́н (вірм. Ստեփանավան) — місто на півночі Вірменії в марзі Лорі. Розташований на річці Дзорагет на північ від Базумського хребта на Лорійських полонинах. Відстань до Єревана — 157 км, до Ванадзору — 30 км.
Місто сильно постраждало від Спітакського землетрусу, який стався 7 грудня 1988 року.

## Назва
Містечко було засноване у 1810 році під назвою Джалалоглі (вірм. Ջալալօղլի, тур. і туркм. Celaloğlu, азерб. Cəlaloğlu). Ця назва тюркського походження і перекладається як Джалалів син. Назва вказувала на засновника містечка, княжича Давида Гасан-Джалаляна (вірм. Դավիթ Հասան-Ջալալյան), який є спадкоємцем княжого роду Гасан-Джалалянів. Про це свідчить памʼятний хачкар у містечку.
У тюркських країнах назву Джелалоглу переважно повʼязують з іменем еміра Мухамеда Джалалоглу (тур. Muhammed bey Celaloğlu, туркм. Muhammet beý Calaloglu, азерб. Məhəmməd bəy Cəlaloğlu), який, нібито, завдав смертельної рани грузинському царю Луарсабу І у битві при Гарісі (сучасне село Тетрі-Цкаро у Грузії).
З 1923 року перейменоване на Степанаван (вірм. Ստեփանակերտ), на честь більшовицького заколотника й одного з бакинських комісарів Степана Шаумяна (вірм. Ստեփան Գևորգի Շահումյան). Нова назва означає Степанове місто.

## Видатні місця
У Степанаванському районі, за 5 кілометрів від міста Степанаван, неподалік від однойменного села, на краю ущелини, де зливаються річки Дзорагет і Місхана знаходяться руїни середньовічного міста-фортеці Лорі (Лоре). Твердиню Лоріберд збудував цар Ташир-Дзорагетського царства, Давид I Анхохін (989—1048), засновник династії Кюрікян, яка є відгалуженням вірменської династії Багратидів, про що свідчить середньовічний хроніст Вардан Бардзрабердці .
Фортеця займала територію в 33 га. Розквіт Лоріберд пережив у другій половині XI століття, ставши столицею вірменського царства Ташир-Дзорагет в період царювання сина Давида I Анхохіна, Гургена I (1048—1090). Через Лоріберд проходили торгові караванні шляхи до міст Ані, Двін, Тбілісі. У 1105 році фортецю захопили турки-сельджуки. У 1118 грузинський цар Давид IV приєднав Лоріберд до своїх володінь і подарував його князівському роду Орбелянів. У 1185 році фортеця перейшла у володіння вірменського княжого роду Закарянів, які займали в Грузії, при цариці Тамарі важливі державні та військові посади.
В 1238 році Лоріберд піддався навалі монголів під проводом хана Чагата, про що свідчить сучасник подій, вірменський історик Кіракос Гандзакеці . У фортеці Лоріберд збереглися церква і дві лазні, одна з яких опалювалася методом гіпокауста (під підлогою лазні циркулювало тепле повітря і дим, за прикладом лазень у інших вірменських фортецях, таких як Гарні, Ані чиАмберд) .
На околиці міста знаходиться міст XIII століття.

## Видатні особистості
- У Степанавані народився перший спікер парламенту Вірменської Республіки (1918—1920) Аветік Саакян (не плутати з Аветік Ісаакяном). Будинок, в якому він народився, до цього дня знаходиться на вулиці імені Андраніка.
- Саркісян Сос (1929—2013) — радянський, вірменський актор театру і кіно, майстер художнього слова (читець), педагог, громадський діяч.

## Поріднені міста
- Десін-Шарп'є, Франція
- Вісбаден, Німеччина